# Refil
Refil var enligt isländska sagor son till sveakungen Björn Järnsida. Hervarar saga nämner ingenting om att Refil skulle ha varit kung av Svearike, men däremot att Refils son Erik Refilsson skall ha efterträdit Erik Björnsson som kung av svearna.